# École des beaux-arts Bezalel
Pour les articles homonymes, voir École des beaux-arts.
L'École des beaux-arts Bezalel (en hébreu : בצלאל, אקדמיה לאמנות ועיצוב), située à Jérusalem, est l'école nationale d'Israël pour les beaux-arts. L'établissement fut fondé en 1906 par Boris Schatz. Il doit son nom au personnage biblique de Bezalel, fils d'Uri (בְּצַלְאֵל בֶּן־אוּרִי), choisi par Moïse pour superviser la construction du Tabernacle (Exode 35:30).

## Histoire

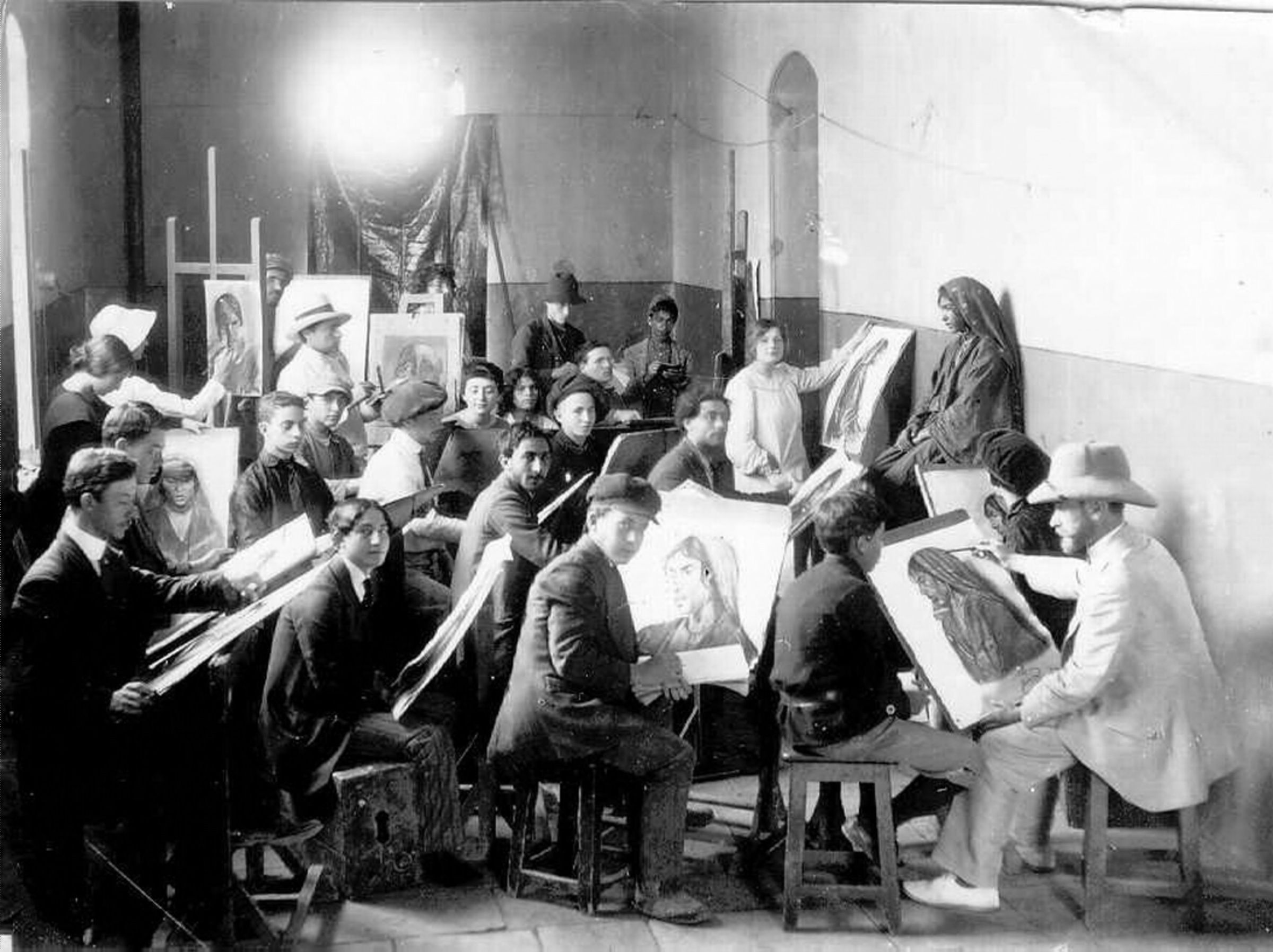
Cours de dessin à Bezalel sous la direction d'Abel Pann, 1912

L'École Bezalel a été fondée en 1906 par Boris Schatz. Theodor Herzl et les premiers sionistes croyaient en la création d'un style national d'art combinant le style juif, celui du Moyen-Orient et des traditions européennes. Les enseignants de l'école Bezalel ont développé un style caractéristique d'art, connu sous le nom de l'école Bezalel, qui dépeint des sujets bibliques et sioniste dans un style influencé par le Jugendstil européen (art nouveau) et l'art traditionnel perse et syrien.
L'École Bezalel produit des objets d'art décoratifs dans une large gamme de supports : argent, cuir, bois, laiton et tissu. Alors que les artistes et les concepteurs ont été formés en Europe, les artisans étaient souvent des membres de la communauté juive yéménite, qui a une longue tradition de travail dans les métaux précieux. L'argent et l'orfèvrerie avait été des professions traditionnelles juives au Yémen. Les immigrants yéménites avec leurs costumes traditionnels colorés étaient aussi des sujets fréquents des artistes de l'école Bezalel. Les plus grands artistes de l'école, dont certains étaient imprégnés de l'expressionnisme allemand, ont eu une influence sur l'évolution de l'art dans le pays comme Meir Gur Aryeh, Ze'ev Raban, Shmuel Ben David, Ya'ackov Ben-Dov, Zeev Ben Zvi, Jacob Eisenberg, Pins Jacob, Jacob Steinhardt et Hermann Struck.
En 1912, l'école ne comptait qu'une seule étudiante, Maroussia (Miriam) Nissenholtz, qui a utilisé le pseudonyme Had Gadya. L'école a fermé en 1929 à la suite de difficultés économiques, mais a rouvert en 1935, attirant de nombreux enseignants et étudiants d'Allemagne, beaucoup d'entre eux à partir de l'école du Bauhaus fermée par les Nazis.
Auparavant consacré à l'art décoratif et à l'artisanat, c'est en 1958 qu'un département des beaux-arts est formellement créé. La même année, la première où le prix a été décerné à un organisme, Bezalel a remporté le Prix Israël pour la peinture et la sculpture.
En 1969, l'école Bezalel est devenue une institution soutenue par l'État. En 1975, elle a été reconnue par le Conseil de l'enseignement supérieur en Israël comme un institut d'enseignement supérieur public. Elle a achevé son déménagement au mont Scopus à côté de l'Université hébraïque de Jérusalem en 1990.
Parmi ses anciens étudiants, on peut citer Yaakov Ben-Dov, Faïbich-Schraga Zarfin, Yaacov Agam, Raida Adon, Yael Bartana ou Susanne Bier. Léopold Gottlieb y a enseigné pendant un an.

## Aujourd'hui
En 2006, l'École des beaux-arts de Bezalel a célébré son 100e anniversaire. Aujourd'hui, elle est située sur le mont Scopus à Jérusalem et compte plus de 2 000 étudiants. L'école comprend des facultés de beaux-arts, d'architecture, de design céramique, de design industriel, de joaillerie,de design de mode, de photographie, de communication visuelle, d'animation, de cinéma et d'histoire de l'art. Le campus de la faculté d'architecture est dans le centre de Jérusalem, dans le bâtiment historique de Bezalel. L'académie a l'intention de déménager vers le centre-ville. 

## Anciens élèves notables
- Baruch Agadati (1895-1976), danseur de ballet classique, chorégraphe, peintre, producteur et réalisateur russo-palestino-israélien ;
- Yaacov Agam (né en 1928), artiste sculpteur et expérimentale[Quoi ?] ;
- Ron Arad (né en 1951), designer industriel ;
- Netiva Ben-Yehuda (1928-2011), auteur, éditeur, commandant du Palmah ;
- Moti Bodek (né en 1961), architecte, maître de conférences
- Géula Dagan (1922-2008), peintre et sculptrice
- Yitzhak Danziger (1916-1977), sculpteur
- Nachum Gutman (1898-1980), peintre, sculpteur, auteur
- Hanna Ben-Dov (1919-2009), peintre
- Yaron London (né en 1940), personnalité des médias, journaliste, acteur, compositeur
- Maryan S. Maryan (1927-1977), peintre et sculpteur, déporté à Auschwitz, seul survivant de sa famille, fusillé huit fois[pas clair] par les Allemands à l'arrivée des Russes.
- Dina Merhav (1936-), sculptrice
- Mordecaï Moreh (1937-), graveur et peintre
- Avigdor Stematsky (1908-1989), peintre
- Friedel Stern (1917-2006), caricaturiste (aussi professeur à l'école)
- Yehezkel Streichman (1906-1993), peintre
- Gideon Amichay (né en 1963), artiste de la communication, caricaturiste, écrivain et publicitaire
- Elisha Ben Yitzhak (né en 1943), peintre, auteur-compositeur
- Zvi Raphaeli (1924-2005), peintre et rabbin
- Anat Hoffman, activiste social
- Tami Notsani, (1972-),  photographe
- Diana Aisenberg (née en 1958), artiste plasticienne, peintre de genre et enseignante argentine